# Pic Chauncey
Le pic Chauncey, en anglais Chauncey Peak est une montagne située dans l'État du Connecticut (États-Unis) et faisant partie de Metacomet Ridge, une longue arête rocheuse des Appalaches qui traverse le sud de la Nouvelle-Angleterre sur 160 kilomètres de long. Le sommet s'élève à 210 mètres d'altitude. Le pic Chauncey est une destination populaire pour la pratique de sports en plein air, réputée pour ses falaises, le panorama qu'elle offre, notamment sur Crescent Lake, son microclimat ainsi que sa faune et sa flore variées.

## Géographie

### Topographie
Le pic Chauncey s'élève abruptement 120 mètres au-dessus de la ville de Meriden, en présentant des falaises orientées à l'ouest de plus de 90 mètres de hauteur. Elle forme un cercle d'approximativement 1,2 kilomètre de diamètre. Son point culminant atteint 210 mètres d'altitude. Elle se situe entièrement sur le territoire de Meriden. Bien que parfois considérée comme faisant partie intégrante de Lamentation Mountain au nord, elle en est séparée par un col qu'elle domine de plus de 300 pieds (90 mètres), ce qui en fait un sommet à part entière selon les critères locaux. Elle se prolonge au sud-est par Higby Mountain.

### Hydrographie
Crescent Lake, anciennement nommé Bradley Hubbard Reservoir, est niché entre Lamentation Mountain et le pic Chauncey. Il fournit une source d'eau potable de secours à la ville de Meriden.
Les eaux du versant oriental s'écoulent dans la Mattabasett River, affluent du fleuve Connecticut, tandis que la moitié occidentale du pic Chauncey appartient au bassin du Quinnipiac qui se jette directement dans l'océan Atlantique au Long Island Sound.

### Géologie
Le pic Chauncey, comme la plus grande partie de Metacomet Ridge, est composée de basalte, une roche volcanique. Elle s'est formée à la fin du Trias lors de la séparation de la Laurasia et du Gondwana, puis de l'Amérique du Nord et de l'Eurasie. La lave émise au niveau du rift s'est solidifiée en créant une structure en mille-feuille sur une centaine de mètres d'épaisseur. Les failles et les séismes ont permis le soulèvement de cette structure géologique caractérisée par de longues crêtes et falaises.

### Écosystème
La combinaison des crêtes chaudes et sèches, des ravines froides et humides et des éboulis basaltiques est responsable d'une grande variété de microclimats et d'écosystèmes abritant de nombreuses espèces inhabituelles pour la région. Le pic Chauncey est un important corridor migratoire saisonnier pour les rapaces.

## Activités

### Tourisme
Giuffrida Park abrite un lac, un parcours de golf et des bois. La montagne est ouverte à la randonnée pédestre, à la raquette à neige, au ski de fond, au pique-nique, au cyclisme et à diverses autres activités de détente. La natation, le canotage et la pêche sont interdits sur Crescent Lake. L'escalade est autorisée uniquement en dehors du parc. Plusieurs sentiers de randonnée traversent le pic Chauncey, dont une partie des 80 kilomètres du Mattabesett Trail, maintenu par la Connecticut Forest and Park Association, qui s'étend du nord de Lamentation Mountain, où il est relié à Metacomet Trail, jusqu'au sud de Totoket Mountain. Un parking est situé au sud-ouest de la montagne, à l'extrémité méridionale du lac.

### Menaces et protections environnementales

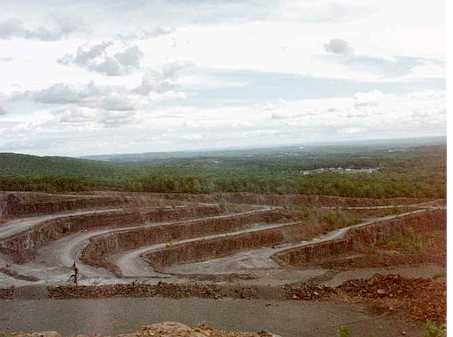
Vue de la carrière en 2000 ; elle s'est sensiblement agrandi depuis cette date.

La principale menace qui pèse sur le pic Chauncey est le creusement d'une carrière sur le versant oriental. En 2007, elle faisait 800 mètres de large, soit les deux tiers du diamètre de la montagne. L'Interstate 91 traverse Metacomet Ridge entre le sud du pic Chauncey et le nord de Higby Mountain.
Le versant occidental est protégé au sein du Giuffrida Park, géré par la municipalité de Meriden. En 2000, la montagne a fait l'objet d'une étude du National Park Service en vue d'être intégrée dans un nouveau National Scenic Trail, le New England National Scenic Trail, qui aurait inclus le Metacomet-Monadnock Trail au Massachusetts d'une part, les Mattabesett Trail et Metacomet Trail au Connecticut d'autre part.